# Danh sách trò chơi bắn súng góc nhìn thứ nhất
Đây là danh sách các trò chơi điện tử thuộc thể loại bắn súng góc nhìn người thứ nhất (first-person shooter), được sắp xếp theo thứ tự bảng chữ cái, bao gồm nhà phát triển, nền tảng, và ngày phát hành.

## Danh sách trò chơi
Đây là một danh sách chưa hoàn tất, và có thể sẽ không bao giờ thỏa mãn yêu cầu hoàn tất. Bạn có thể đóng góp bằng cách mở rộng nó bằng các thông tin đáng tin cậy.
| Tên                                                     | Nhà phát triển                                                 | Nền tảng | Ngày phát hành                       |
| ------------------------------------------------------- | -------------------------------------------------------------- | --- | ------------------------------------ |
| 007: Agent Under Fire                                   | Electronic Arts                                                | GCN, PS2, Xbox | 2002-03-15                           |
| 007: Nightfire                                          | Eurocom, Gearbox Software                                      | GBA, GCN, MAC, PS2, WIN, Xbox | 2002-09-02                           |
| 007: Quantum of Solace                                  | Treyarch, Beenox                                               | PS3, Wii, WIN, X360 | 2008-10-31                           |
| 007 Legends                                             | Eurocom, Activision                                            | PS3, X360, Wii U, WIN | 2012-10-16                           |
| 3D Monster Chase                                        | Romik                                                          | AMSCPC, ZX | 1984                                 |
| Ace of Spades                                           | Ben Aksoy                                                      | WIN | 2011-04-04                           |
| Alcatraz: Prison Escape                                 | Zombie Studios                                                 | WIN | 2001-11-23                           |
| Alien Breed 3D                                          | Team17                                                         | AMI, AMI32 | 1995                                 |
| Alien Breed 3D II: The Killing Grounds                  | Team17                                                         | AMI, AMI32 | 1996                                 |
| Alien Rage                                              | CI Games                                                       | PS3, WIN, X360 | 2013-09-24                           |
| Alien: Resurrection                                     | Argonaut Games                                                 | PS1 | 2000-10-10                           |
| Aliens: Colonial Marines                                | Gearbox Software                                               | PS3, WIN, X360 | 2013-02-13                           |
| Alien vs Predator                                       | Rebellion Developments                                         | JAG | 1994-10-20                           |
| Aliens versus Predator                                  | Rebellion Developments                                         | OSX, WIN | 1999-04-30                           |
| Aliens versus Predator 2                                | Monolith Productions                                           | OSX, WIN | 2001-10-30                           |
| Aliens vs. Predator                                     | Rebellion Developments                                         | PS3, WIN, X360 | 2010-02-16                           |
| Alien Trilogy                                           | Probe Entertainment                                            | DOS, PS1, SAT | 1996-02-29                           |
| Alliance of Valiant Arms                                | Red Duck Inc.                                                  | WIN | 2007                                 |
| Alpha Prime                                             | Black Element Software                                         | WIN | 2007-05-27                           |
| America's Army                                          | United States Army                                             | LIN, OSX (dropped), WIN | 2002-07-04                           |
| Amid Evil                                               | Indefatigable                                                  | WIN, NX | 2019-06-20                           |
| Antichamber                                             | Demruth                                                        | WIN, LIN, OSX | 2013-01-31                           |
| Apex Legends                                            | Respawn Entertainment                                          | WIN, PS4, XONE, SWITCH | 2019-02-04                           |
| AquaNox                                                 | Massive Development                                            | WIN | 2001-11-30                           |
| AquaNox 2: Revelation                                   | Massive Development                                            | WIN | 2003-07-22                           |
| Area 51                                                 | Midway Austin                                                  | PS2, WIN, Xbox | 2005-04-25                           |
| ARMA: Armed Assault                                     | Bohemia Interactive                                            | WIN | 2006-11-10                           |
| ARMA 2                                                  | Bohemia Interactive                                            | WIN | 2009-06-26                           |
| ARMA 2: Operation Arrowhead                             | Bohemia Interactive                                            | WIN | 2010-06-29                           |
| ARMA: Cold War Assault                                  | Bohemia Interactive                                            | WIN | 2011-06-22                           |
| ARMA 3                                                  | Bohemia Interactive                                            | WIN | 2013-09-13                           |
| Armorines: Project S.W.A.R.M.                           | Acclaim Studios London                                         | N64, PS1 | 1999-11-30                           |
| AssaultCube                                             | Rabid Viper Productions                                        | WIN, LIN, MAC, ANDROID | 2021-05-10                           |
| Back 4 Blood                                            | Turtle Rock Studio                                             | PS4, PS5, WIN, XONE, XSX | 2021-10-12                           |
| Back Track                                              | JV Games                                                       | WIN, GBA | 1998 (Windows)                       |
| Ballistic: Ecks vs. Sever                               | Crawfish Interactive                                           | GBA | 2002-09-14                           |
| Battlefield 1942                                        | Digital Illusions CE                                           | MAC, WIN | 2002-09-10                           |
| Battlefield Vietnam                                     | Digital Illusions CE                                           | WIN | 2004-03-14                           |
| Battlefield 2                                           | Digital Illusions CE                                           | WIN | 2005-06-21                           |
| Battlefield 2142                                        | Digital Illusions CE                                           | OSX, WIN | 2006-10-18                           |
| Battlefield: Bad Company                                | Digital Illusions CE                                           | PS3, X360 | 2008-06-23                           |
| Battlefield Heroes                                      | Digital Illusions CE                                           | WIN | 2009-06-25                           |
| Battlefield 1943                                        | Digital Illusions CE                                           | PS3 (PSN), X360 (XBLA) | 2009-07-08                           |
| Battlefield: Bad Company 2                              | Digital Illusions CE                                           | iPhone, iPad, iPod Touch, Kindle Fire, PS3, WIN, X360 | 2010-03-02                           |
| Battlefield 3                                           | Digital Illusions CE                                           | PS3, X360, WIN | 2011-10-25                           |
| Battlefield 4                                           | Digital Illusions CE                                           | PS3, PS4, WIN, X360, XONE | 2013-10-29                           |
| Battlefield Hardline                                    | Visceral Games                                                 | PS3, PS4, WIN, X360, XONE | 2015-03-20                           |
| Battlefield 1                                           | Digital Illusions CE                                           | PS4, WIN, XONE | 2016-10-21                           |
| Battlefield V                                           | Digital Illusions CE                                           | PS4, WIN, XONE | 2018-10-19                           |
| Battlefield 2042                                        | Digital Illusions CE                                           | PS4, PS5, WIN, XONE, XSX | 2021-11-19                           |
| Battlezone                                              | Atari                                                          | Arcade | 1980-11                              |
| Battle Frenzy                                           | Domark                                                         | GEN, SCD | 1994                                 |
| Bet On Soldier: Blood Sport                             | Kylotonn                                                       | WIN | 2005-09-26                           |
| BioShock                                                | Irrational Games                                               | OSX, PS3, WIN, X360 | 2007-12-04                           |
| BioShock 2                                              | 2K Marin                                                       | PS3, WIN, X360 | 2010-02-09                           |
| BioShock Infinite                                       | Irrational Games                                               | LIN, PS3, WIN, X360 | 2013-03-26                           |
| Black                                                   | Criterion Games                                                | PS2, Xbox | 2006-02-24                           |
| Black Mesa                                              | Crowbar Collective                                             | LIN, WIN | 2020-03-06                           |
| Blacklight: Retribution                                 | Zombie Studios                                                 | PS4, WIN | 2012-04-03                           |
| Blacklight: Tango Down                                  | Zombie Studios                                                 | PS3, WIN, X360 | 2010-07-07                           |
| BlackSite: Area 51                                      | Midway Studios Austin                                          | PS3, WIN, X360 | 2007-11-12                           |
| Blake Stone: Aliens of Gold                             | JAM Productions                                                | DOS | 1993-12-03                           |
| Blake Stone: Planet Strike                              | JAM Productions                                                | DOS | 1994-10-28                           |
| Blood                                                   | Monolith Productions                                           | DOS | 1997-03-05                           |
| Blood: Fresh Supply                                     | Nightdive Studios, Monolith Productions                        | WIN | 2019-05-09                           |
| Blood: Plasma Pak                                       | Monolith Productions                                           | DOS | 1997-10-15                           |
| Blood II: The Chosen                                    | Monolith Productions                                           | WIN | 1998-10-31                           |
| Blood II: The Chosen – The Nightmare Levels             | Monolith Productions                                           | WIN | 1999-08-01                           |
| Bodycount                                               | Codemasters Guildford                                          | PS3. X360 | 2011-8-30                            |
| Boiling Point: Road to Hell                             | Deep Shadows                                                   | WIN | 2005-05-20                           |
| Borderlands                                             | Gearbox Software                                               | OSX, PS3, WIN, X360 | 2009-10-20                           |
| Borderlands 2                                           | Gearbox Software                                               | LIN, OSX, PS3, WIN, X360 | 2012-09-21                           |
| Borderlands 3                                           | Gearbox Software                                               | MAC, STADIA, PS4, WIN, XONE | 2019-09-13                           |
| Borderlands: The Pre-Sequel                             | 2K Australia                                                   | LIN, PS3, WIN, X360 | 2014-10-14                           |
| Bram Stoker's Dracula                                   | TAG                                                            | DOS | 1993-09                              |
| Breed                                                   | Brat Designs                                                   | WIN | 2004-03-19                           |
| Bright Memory                                           | FYQD Personal Studio                                           | WIN | 2019-01-12                           |
| Brink                                                   | Splash Damage                                                  | PS3, WIN, X360 | 2011-05-10                           |
| Brothers in Arms: Road to Hill 30                       | Gearbox Software                                               | OSX, PS2, Wii, WIN, Xbox | 2005-03-01                           |
| Brothers in Arms: Earned in Blood                       | Gearbox Software                                               | MOBI, OSX, PS2, Wii, WIN, Xbox | 2005-10-04                           |
| Brothers in Arms: Hell's Highway                        | Gearbox Software                                               | PS3, WIN, X360 | 2008-09-23                           |
| Breach                                                  | Atomic Games                                                   | PC | 2011-01-26                           |
| Bulletstorm                                             | People Can Fly, Epic Games                                     | PS3, WIN, X360 | 2011-02-22                           |
| Call of Cthulhu: Dark Corners of the Earth              | Headfirst Productions                                          | WIN, Xbox | 2005-10-24                           |
| Call of Duty                                            | Infinity Ward                                                  | NGE, OSX, PS3 (PSN), WIN, X360 (XBLA) | 2003-10-29                           |
| Call of Duty: Finest Hour                               | Spark Unlimited                                                | GCN, PS2, Xbox | 2004-11-16                           |
| Call of Duty: United Offensive                          | Gray Matter Studios                                            | OSX, WIN | 2004-09-14                           |
| Call of Duty 2                                          | Infinity Ward                                                  | OSX, WIN, WMO, X360 | 2005-10-25                           |
| Call of Duty 2: Big Red One                             | Treyarch                                                       | GCN, PS2, Xbox | 2005-11-01                           |
| Call of Duty 3                                          | Treyarch                                                       | PS2, PS3, Wii, X360, Xbox | 2006-11-07                           |
| Call of Duty 4: Modern Warfare                          | Infinity Ward                                                  | DS, OSX, PS3, Wii, WIN, X360 | 2007-11-06                           |
| Call of Duty: World at War                              | Treyarch                                                       | DS, MOBI, PS2, PS3, Wii, WIN, X360 | 2008-11-11                           |
| Call of Duty: Modern Warfare 2                          | Infinity Ward                                                  | PS3, WIN, X360 | 2009-11-10                           |
| Call of Duty: Modern Warfare: Mobilized                 | n-Space                                                        | DS | 2009-11-10                           |
| Call of Duty: Black Ops                                 | Treyarch                                                       | DS, PS3, Wii, WIN, X360 | 2010-11-09                           |
| Call of Duty: Modern Warfare 3                          | Infinity Ward                                                  | PS3, Wii, WIN, X360 | 2011-11-08                           |
| Call of Duty: Modern Warfare 3 – Defiance               | n-Space                                                        | DS | 2011-11-08                           |
| Call of Duty: Black Ops II                              | Treyarch                                                       | PS3, Wii U, WIN, X360 | 2012-11-13                           |
| Call of Duty: Ghosts                                    | Infinity Ward                                                  | PS3, PS4, WiiU, WIN, X360, XONE | 2013-11-05                           |
| Call of Duty: Advanced Warfare                          | Sledgehammer Games                                             | PS3, PS4, WIN, X360, XONE | 2014-11-04                           |
| Call of Duty: Black Ops III                             | Treyarch                                                       | PS3, PS4, WIN, X360, XONE | 2015-11-06                           |
| Call of Duty: Infinite Warfare                          | Infinity Ward                                                  | PS4, WIN, XONE | 2016-11-04                           |
| Call of Duty: Modern Warfare Remastered                 | Raven Software                                                 | WIN, PS4, XONE | 2016-11-04                           |
| Call of Duty: WWII                                      | Sledgehammer Games, Raven Software                             | WIN, PS4, XONE | 2017-11-03                           |
| Call of Duty: Black Ops 4                               | Treyarch                                                       | PS4, XONE, WIN | 2018-10-12                           |
| Call of Duty: Mobile                                    | TiMi Studios                                                   | ANDROID, IOS | 2019-10-01                           |
| Call of Duty: Modern Warfare                            | Infinity Ward                                                  | PS4, PS5, WIN, XONE, XSX | 2019-10-25                           |
| Call of Duty: Warzone                                   | Infinity Ward                                                  | PS4, PS5, WIN, XONE, XSX | 2020-03-10                           |
| Call of Duty: Modern Warfare 2 Campaign Remastered      | Beenox                                                         | PS4, WIN, XONE | 2020-03-31                           |
| Call of Duty: Black Ops Cold War                        | Treyarch, Raven Software                                       | PS4, PS5, WIN, XONE, XSX | 2020-11-13                           |
| Call of Duty: Vanguard                                  | Sledgehammer Games                                             | PS4, PS5, WIN, XONE, XSX | 2021-11-05                           |
| Call of Duty: Modern Warfare II                         | Infinity Ward                                                  | PS4, PS5, WIN, XONE, XSX | 2022-10-28                           |
| Call of Juarez                                          | Techland                                                       | WIN, X360 | 2006-09-15                           |
| Call of Juarez: Bound in Blood                          | Techland                                                       | PS3, WIN, X360 | 2009-06-30                           |
| Call of Juarez: Gunslinger                              | Techland                                                       | PSN, WIN, XBLA | 2013-05-22                           |
| Call of Juarez: The Cartel                              | Techland                                                       | PS3, WIN, X360 | 2011-07-19                           |
| Carnivores                                              | Action Forms                                                   | WIN | 1998-11-30                           |
| Carnivores 2                                            | Action Forms                                                   | WIN | 1999-10-31                           |
| Chaser                                                  | Cauldron HQ                                                    | WIN | 2003-08-30                           |
| Chasm: The Rift                                         | Action Forms                                                   | DOS | 1997-09-30                           |
| Castle Master                                           | Teque Software                                                 | AMI, C64, ZX, PC | 1990                                 |
| Catacomb 3-D                                            | id Software                                                    | DOS | 1991-11                              |
| Catacomb Abyss                                          | Softdisk Publishing                                            | DOS | 1992-01-12                           |
| Catacomb Armageddon                                     | Softdisk Publishing                                            | DOS | 1993                                 |
| Catacomb Apocalypse                                     | Softdisk Publishing                                            | DOS | 1993                                 |
| Catechumen                                              | N'Lightning Software Development                               | WIN | 2000-09-27                           |
| Chernobylite                                            | The Farm 51                                                    | WIN, PS4, PS5, XONE, XSX | 2021-07-28                           |
| Chex Quest                                              | Digital Café                                                   | DOS, WIN | 1996                                 |
| Chex Quest 2: Flemoids Take Chextropolis                | Digital Café                                                   | DOS, WIN | 1997                                 |
| Chex Quest 3                                            | Digital Café                                                   | DOS, WIN | 2008-09-06                           |
| Chrome                                                  | Techland                                                       | WIN | 2003-10-28                           |
| Chrome SpecForce                                        | Techland                                                       | WIN | 2005-06-02                           |
| The Chronicles of Riddick: Escape from Butcher Bay      | Starbreeze Studios Tigon Studios                               | WIN, X360, Xbox | 2004-06-01                           |
| The Chronicles of Riddick: Assault on Dark Athena       | Starbreeze Studios Tigon Studios                               | OSX, PS3, WIN, X360 | 2009-04-07                           |
| Clive Barker's Jericho                                  | MercurySteam                                                   | PS3, WIN, X360 | 2007-10-23                           |
| Clive Barker's Undying                                  | DreamWorks Interactive                                         | OSX, WIN | 2001-02-07                           |
| Close Combat: First to Fight                            | Destineer Studios                                              | MAC, Wii, WIN, Xbox | 2005-04-06                           |
| Codename Eagle                                          | Refraction Games                                               | WIN9X | 1999-11-15                           |
| Codename MAT II                                         | Derek Brewster                                                 | AMSCPC, C64, ZX | 1984                                 |
| Codename: Outbreak                                      | GSC Game World                                                 | WIN | 2001-11-25                           |
| Alien Arena                                             | COR Entertainment                                              | FreeBSD (BSD), LIN, OSX (unsupported), WIN | 2005-10-31                           |
| The Colony                                              | David Alan Smith                                               | MAC | 1988                                 |
| Combat Arms: Reloaded                                   | Nexon                                                          | WIN | 2005-03-20                           |
| Command & Conquer: Renegade                             | Westwood Studios                                               | WIN | 2002-02-26                           |
| Commandos: Strike Force                                 | Pyro Studios                                                   | PS2, WIN, Xbox | 2006-03-15                           |
| The Conduit                                             | High Voltage Software                                          | Wii | 2009-06-23                           |
| Conduit 2                                               | High Voltage Software                                          | Wii | 2011-04-19                           |
| Congo The Movie: The Lost City of Zinj                  | Jumpin Jack                                                    | SAT | 1996                                 |
| Consortium                                              | interdimensional games                                         | WIN | 2014-01-08                           |
| Consortium: The Tower                                   | Interdimensional Games                                         | WIN, LIN, OSX, XONE, PS4 | 2017-09-22                           |
| Contract J.A.C.K.                                       | Monolith Productions                                           | WIN | 2003-11-11                           |
| Corporation                                             | Core Design Ltd. Dementia                                      | AMI, DOS, GEN, ST | 1990                                 |
| Corridor 7: Alien Invasion                              | Capstone Software                                              | DOS | 1994-03                              |
| Cosmic Conflict                                         | Magnavox                                                       | ODY2 | 1978                                 |
| Counter-Strike                                          | Valve                                                          | LIN, WIN | 2000-11-09                           |
| Counter-Strike: Condition Zero                          | Valve                                                          | LIN, WIN | 2004-03-21                           |
| Counter-Strike: Source                                  | Valve                                                          | LIN, OSX, WIN | 2004-10-21                           |
| Counter-Strike: Global Offensive                        | Valve                                                          | OSX, WIN, X360, PS3 | 2012-08-21                           |
| CrossFire                                               | Smilegate                                                      | WIN | 2007-05-03                           |
| CTU: Marine Sharpshooter                                | Jarhead Games                                                  | iPhone, WIN | 2003-03-20                           |
| Cryostasis: Sleep of Reason                             | Action Forms                                                   | WIN | 2008-12-05                           |
| Cryptic Passage for Blood                               | Sunstorm Interactive                                           | DOS | 1997-06-30                           |
| Crysis                                                  | Crytek                                                         | PS3, WIN, X360 | 2007-11-13                           |
| Crysis Warhead                                          | Crytek Budapest                                                | WIN | 2008-09-12                           |
| Crysis 2                                                | Crytek, Crytek UK                                              | PS3, WIN, X360 | 2011-03-22                           |
| Crysis 3                                                | Crytek                                                         | PS3, WIN, X360 | 2013-02-19                           |
| Cube 2: Sauerbraten                                     | Wouter van Oortmerssen, Lee Salzman, Mike Dysart               | Microsoft Windows, Linux, FreeBSD, OpenBSD, OS X, Unix | 2004-05-06                           |
| Cybercon III                                            | The Assembly Line                                              | AMI, DOS, ST | 1991                                 |
| Cyberdillo                                              | Pixel Technologies                                             | 3DO, DOS | 1996                                 |
| CyberMage: Darklight Awakening                          | Origin Systems                                                 | DOS | 1995-04-30                           |
| Cyberpunk 2077                                          | CD Projekt RED, CD Projekt                                     | WIN, PS4, XONE | 2020-12-10                           |
| CyClones                                                | Raven Software                                                 | DOS | 1994                                 |
| Daikatana                                               | Ion Storm                                                      | N64, WIN | 2000-05-24                           |
| Damage Incorporated                                     | Paranoid Productions                                           | MAC, WIN9X | 1997                                 |
| Dark Arena                                              | Graphic State                                                  | GBA | 2002-01-18                           |
| Dark Side                                               | Incentive Software                                             | AMI, ST, AMSCPC, C64, DOS, ZX | 1988                                 |
| The Darkness                                            | Starbreeze Studios                                             | PS3, X360 | 2007-06-25                           |
| The Darkness II                                         | Digital Extremes                                               | MAC, PS3, WIN, X360 | 2012-02-07                           |
| Darkwatch                                               | High Moon Studios, Capcom, Ubisoft                             | PS2, Xbox | 2005-08-16                           |
| Day of Defeat                                           | Valve                                                          | WIN | 2003-05-01                           |
| Day of Defeat: Source                                   | Valve                                                          | OSX, WIN | 2005-09-26                           |
| Day of the Viper                                        | Accolade                                                       | AMI, ST, DOS | 1989                                 |
| Dead Effect                                             | InDev Brain                                                    | iOS, Android, WIN, OSX | 2013-09-12                           |
| Dead Effect 2                                           | BadFly Interactive                                             | iOS, Android, WIN, OSX, PS4 | 2015-10-28                           |
| Dead Island                                             | Deep Silver                                                    | PS3, X360, WIN | 2011-09-06                           |
| Dead Island: Riptide                                    | Deep Silver                                                    | PS3, X360, WIN | 2013-04-23                           |
| Deadly Dozen                                            | nFusion Interactive                                            | WIN | 2001-10-30                           |
| Deathloop                                               | Arkane Studios                                                 | WIN, PS5 | 2021-09-14                           |
| Dead Man's Hand                                         | Human Head Studios                                             | WIN, Xbox | 2004-03-02                           |
| Deep Rock Galactic                                      | Ghost Ship Games, Coffee Stain Publishing                      | WIN, XONE | 2018-02-28                           |
| Defcon 5                                                | Millennium Interactive                                         | 3DO, PS1, SAT | 1995-11                              |
| Delta Force                                             | NovaLogic                                                      | WIN | 1998-11-01                           |
| Delta Force 2                                           | NovaLogic                                                      | WIN | 1999-11-03                           |
| Delta Force: Land Warrior                               | NovaLogic                                                      | WIN | 2000-12-01                           |
| Delta Force: Task Force Dagger                          | Zombie Studios                                                 | WIN | 2002-06-27                           |
| Delta Force: Urban Warfare                              | Rebellion Developments                                         | PS1, PSN | 2002-07-02                           |
| Delta Force: Black Hawk Down                            | NovaLogic                                                      | OSX, PS2, WIN, Xbox | 2003-03-24                           |
| Delta Force: Xtreme                                     | NovaLogic                                                      | WIN | 2005-05-19                           |
| Delta Force: Xtreme 2                                   | NovaLogic                                                      | WIN | 2009-09-03                           |
| Dementium: The Ward                                     | Renegade Kid                                                   | DS | 2007-10-31                           |
| Dementium II                                            | Renegade Kid                                                   | DS | 2010-05-04                           |
| Depth Dwellers                                          | TriSoft                                                        | DOS | 1994                                 |
| Descent                                                 | Parallax Software                                              | DOS | 1995-03-17                           |
| Descent II                                              | Parallax Software                                              | DOS | 1996-03-13                           |
| Destiny                                                 | Bungie                                                         | PS3, PS4, X360, XONE | 2014-09-14                           |
| Destiny 2                                               | Bungie                                                         | PS4, XONE, WIN | 2017-09-06                           |
| Deus Ex                                                 | Ion Storm                                                      | OSX, PS2, WIN | 2000-06-17                           |
| Deus Ex: Human Revolution                               | Eidos Montréal                                                 | OSX, PS3, WIN, Wii U, X360 | 2011-08-23                           |
| Deus Ex: Mankind Divided                                | Eidos Montréal                                                 | PS4, WIN, XONE | 2016-08-23                           |
| Despair 3                                               | U-Neek Software                                                | DOS | 1995                                 |
| Deus                                                    | Silmarils                                                      | DOS, WIN | 1996-12-31                           |
| Devastation                                             | Digitalo Studios                                               | LIN, WIN | 2003-03-25                           |
| Devil Daggers                                           | Sorath                                                         | WIN, LIN, MAC | 2016-02-18                           |
| Die Hard: Nakatomi Plaza                                | Piranha Games                                                  | WIN | 2002-04-22                           |
| Dishonored                                              | Arkane Studios                                                 | WIN, PS3, X360, PS4, XONE | 2012-10-09                           |
| Dishonored 2                                            | Arkane Studios                                                 | WIN, PS4, XONE | 2016-11-11                           |
| Dishonored: Death of the Outsider                       | Arkane Studios                                                 | WIN, PS4, XONE | 2017-09-15                           |
| Disruptor                                               | Insomniac Games                                                | PS1 | 1996-11-20                           |
| Doom                                                    | id Software                                                    | Official versions of Doom | 1993-12-10                           |
| Doom II: Hell on Earth                                  | id Software                                                    | AMI 1200, DOS, GBA, LIN, MAC, PS1, SAT, Tapwave Zodiac, WIN, XBLA, Xbox                                                                                                | 1994-09-30                           |
| Doom 3                                                  | id Software                                                    | LIN, OSX, WIN, Xbox | 2004-08-03                           |
| Doom 3: Resurrection of Evil                            | Nerve Software                                                 | LIN, WIN, Xbox | 2005-04-03                           |
| Doom 3 BFG Edition                                      | id Software                                                    | LIN, PS3, WIN, X360 | 2012-10-16                           |
| Doom 64                                                 | Midway Games                                                   | N64 | 1997-03-31                           |
| Doom                                                    | id Software                                                    | PS4, WIN, XONE, NX | 2016-05-13                           |
| Doom Eternal                                            | Id Software                                                    | PS4, WIN, XONE, NX | 2020-03-20                           |
| Dreamkiller                                             | Mindware                                                       | WIN | 2009-10-12                           |
| Driller                                                 | Major Developments                                             | AMI, ST, AMSCPC, C64, DOS, ZX | 1987                                 |
| Duke Nukem 3D                                           | 3D Realms                                                      | DOS, Game.com, GEN, iPhone, MAC, MOBIMAE (Nokia N900), N64, PS1, SAT, WIN, X360 (XBLA), Zeebo, and source ports to many other platforms                                | 1996-01-29                           |
| Duke Nukem 3D: Atomic Edition                           | 3D Realms                                                      | DOS, MAC | 1996-11                              |
| Duke Caribbean: Life's a Beach                          | Sunstorm Interactive                                           | DOS | 1998-01                              |
| Duke It Out In D.C.                                     | Sunstorm Interactive                                           | DOS | 1997-03-31                           |
| Duke: Nuclear Winter                                    | Simply Silly Software                                          | DOS | 1997-12-30                           |
| Duke Nukem Forever                                      | 3D Realms                                                      | OSX, PS3, WIN, X360 | 2011-06-10                           |
| Dusk                                                    | David Szymanski, New Blood Interactive                         | WIN, LIN, OSX, NX | 2018-12-10                           |
| Dying Light                                             | Techland                                                       | WIN, LIN, OSX, PS4, XONE | 2015-01-27                           |
| Dying Light: The Following                              | Techland                                                       | WIN, LIN, PS4, XONE | 2016-02-09                           |
| Dying Light 2 Stay Human                                | Techland                                                       | WIN, PS5, PS4, XONE, XSX | 2022-02-04                           |
| Earthfall                                               | Holospark                                                      | WIN, PS4, XONE, NX | 2018-07-13                           |
| Ecks vs. Sever                                          | Crawfish Interactive                                           | GBA | 2001-11-21                           |
| Eldritch                                                | Minor Key Games                                                | WIN, LIN, OSX | 2013-10-21                           |
| Enemy Territory: Quake Wars                             | Splash Damage                                                  | LIN, OSX, PS3, WIN, X360 | 2007-10-02                           |
| Epidemic                                                | Genki Co.                                                      | PS1 | 1995-12-29                           |
| Eradicator                                              | Accolade                                                       | DOS | 1996-09-30                           |
| Escape from Monster Manor                               | The 3DO Company                                                | 3DO | 1993                                 |
| Escape from Tarkov                                      | Battlestate Games                                              | WIN | 2020 - Closed Beta                   |
| Extreme Paintbrawl                                      | Head Games Publishing                                          | DOS/PC | 1998-10-31                           |
| E.Y.E.: Divine Cybermancy                               | Streum On Studio                                               | WIN | 2011-07-29                           |
| Fallout 3                                               | Bethesda Game Studios                                          | PS3, WIN, X360 | 2008-10-28                           |
| Fallout 4                                               | Bethesda Game Studios                                          | PS4, WIN, XONE | 2015-11-10                           |
| Fallout 76                                              | Bethesda Game Studios                                          | PS4, WIN, XONE | 2018-11-04                           |
| Fallout: New Vegas                                      | Obsidian Entertainment                                         | PS3, WIN, X360 | 2010-10-19                           |
| F.E.A.R.                                                | Monolith Productions                                           | PS3, WIN, X360 | 2005-10-17                           |
| F.E.A.R. 2: Project Origin                              | Monolith Productions                                           | PS3, WIN, X360 | 2009-02-10                           |
| F.E.A.R. 3                                              | Day 1 Studios                                                  | PS3, WIN, X360 | 2011-06-21                           |
| Far Cry                                                 | Crytek                                                         | WIN | 2004-03-23                           |
| Far Cry 2                                               | Ubisoft Montreal                                               | PS3, WIN, X360 | 2008-10-21                           |
| Far Cry 3                                               | Ubisoft Montreal                                               | PS3, WIN, X360 | 2012-11-29                           |
| Far Cry 4                                               | Ubisoft Montreal                                               | PS3, PS4, WIN, X360, XONE | 2014-11-18                           |
| Far Cry 5                                               | Ubisoft Montreal                                               | PS4, WIN, XONE | 2018-03-27                           |
| Far Cry 6                                               | Ubisoft Toronto                                                | WIN, PS4, PS5, XONE, XSX, STADIA | 2021-10-07                           |
| Far Cry 3: Blood Dragon                                 | Ubisoft Montreal                                               | PSN, WIN, XBLA | 2013-05-01                           |
| Far Cry: Instincts                                      | Ubisoft Montreal                                               | Xbox, X360 | 2005-10-27                           |
| Far Cry: Vengeance                                      | Ubisoft Montreal                                               | Wii | 2006-12-12                           |
| Far Cry Primal                                          | Ubisoft Montreal                                               | PS4, WIN, XONE | 2016-02-23                           |
| Far Cry New Dawn                                        | Ubisoft Montreal                                               | WIN, PS4, XONE | 2019-02-15                           |
| Final Doom                                              | id Software TeamTNT Casali brothers                            | DOS, MAC, PS1 | 1996-06-17                           |
| Flying Heroes                                           | Pterodon Illusion Softworks                                    | WIN | 2000-04-30                           |
| Forbes Corporate Warrior                                | Byron Preiss Multimedia Company                                | WIN9X | 1997-08-15                           |
| The Fortress of Dr. Radiaki                             | Future Visionary, Inc. Maelstrom Software                      | DOS | 1994-12-30                           |
| Frontlines: Fuel of War                                 | Kaos Studios nFusion Interactive                               | WIN, X360 | 2008-02-25                           |
| Geist                                                   | n-Space, Inc.                                                  | GameCube | 2005-08-15                           |
| Generation Zero                                         | Avalanche Studios                                              | WIN, PS4, XONE | 2019-03-26                           |
| Ghost in the Shell: Stand Alone Complex                 | Atari Bandai                                                   | PSP | 2005                                 |
| Ghost Squad                                             | Sega AM2                                                       | Arcade, Wii | 2004 (Arcade) 2007 (Wii)             |
| Ghost Squad: Evolution                                  | Sega AM2                                                       | Arcade | 2007                                 |
| Global Operations                                       | Barking Dog Studios                                            | WIN | 2002-03-26                           |
| Gloom                                                   | Black Magic Software                                           | AMI, AMI32 | 1995                                 |
| Gods and Generals                                       | AniVision                                                      | WIN | 2003-02-18                           |
| GoldenEye 007                                           | Rare                                                           | N64 | 1997-08-23                           |
| GoldenEye 007                                           | Eurocom                                                        | DS, Wii | 2010-11-02                           |
| GoldenEye: Rogue Agent                                  | Electronic Arts                                                | DS, GCN, PS2, Xbox | 2004-11-22                           |
| Golgo 13: Top Secret Episode                            | Vic Tokai                                                      | NES | 1988-03-26                           |
| Gore: Ultimate Soldier                                  | 4D Rulers                                                      | WIN | 2002-06-05                           |
| GTFO                                                    | 10 Chambers Collective                                         | WIN | 2019                                 |
| Gun Buster                                              | Taito                                                          | Arcade | 1992-08                              |
| Gunman Chronicles                                       | Rewolf Software                                                | WIN | 2000-11-20                           |
| Gunmetal                                                | Mad Genius Software                                            | DOS, WIN | 1998-08-31                           |
| H.U.R.L.                                                | Millennium Media Group                                         | DOS | 1995                                 |
| Hacx: Twitch 'n Kill                                    | Banjo Software                                                 | DOS | 1997-09                              |
| Hades 2                                                 | Espaço Informática                                             | WIN | 1999-09-20                           |
| Half-Life 2: Episode One                                | Valve                                                          | LIN, OSX, PS3, WIN, X360 | 2006-06-01                           |
| Half-Life 2: Episode Two                                | Valve                                                          | LIN, OSX, PS3, WIN, X360 | 2007-10-10                           |
| Half-Life                                               | Valve                                                          | LIN, PS2, WIN | 1998-11-19                           |
| Half-Life 2                                             | Valve                                                          | LIN, OSX, PS3, WIN, Xbox, X360 | 2004-11-16                           |
| Half-Life: Blue Shift                                   | Gearbox Software                                               | LIN, MAC, WIN | 2001-06-12                           |
| Half-Life: Decay                                        | Gearbox Software                                               | PS2, WIN (unofficial) | 2001-11-24                           |
| Half-Life: Opposing Force                               | Gearbox Software                                               | LIN, WIN | 1999-11-01                           |
| Halo: Combat Evolved                                    | Bungie                                                         | OSX, WIN, Xbox, X360 | 2001-11-15                           |
| Halo: Combat Evolved Anniversary                        | 343 Industries                                                 | X360 | 2011-11-15                           |
| Halo 2                                                  | Bungie                                                         | WIN, Xbox | 2004-11-09                           |
| Halo 3                                                  | Bungie                                                         | X360 | 2007-09-25                           |
| Halo 3: ODST                                            | Bungie                                                         | X360 | 2009-09-22                           |
| Halo: Reach                                             | Bungie                                                         | X360 | 2010-09-14                           |
| Halo 4                                                  | 343 Industries                                                 | X360 | 2012-11-06                           |
| Halo 5: Guardians                                       | 343 Industries                                                 | XONE | 2015-10-27                           |
| Halo: The Master Chief Collection                       | 343 Industries                                                 | WIN, XONE | 2014-11-11                           |
| Halo Infinite                                           | 343 Industries                                                 | WIN, XONE | 2021-12-08                           |
| Hard Reset                                              | Flying Wild Hog                                                | WIN | 2011-09-13                           |
| Haze                                                    | Free Radical Design                                            | PS3 | 2008-05-20                           |
| Heat Project                                            | DOOBIC Entertainment                                           | WIN | 2003-05-14                           |
| Heavy Fire: Afghanistan                                 | Teyon                                                          | 3DS, PS3, Wii, WIN | 2011-11-25                           |
| Heavy Fire: Black Arms                                  | Teyon                                                          | Wii (WiiWare) | 2011-03-07                           |
| Heavy Fire: Special Operations                          | Teyon                                                          | 3DS, Wii (WiiWare) | 2010-06-26                           |
| Heavy Fire: Shattered Spear                             | Teyon                                                          | PS3, WIN, X360 | 2013-01-28                           |
| Heretic                                                 | Raven Software                                                 | DOS, MAC | 1994-12-23                           |
| Heretic: Shadow of the Serpent Riders                   | Raven Software                                                 | DOS | 1996-03-31                           |
| Hexen: Beyond Heretic                                   | Raven Software                                                 | DOS, MAC, N64, PS1, SAT | 1995-10-30                           |
| Hexen: Deathkings of the Dark Citadel                   | Raven Software                                                 | DOS | 1996-01-01                           |
| Hexen II                                                | Raven Software                                                 | MAC, WIN | 1997-08-31                           |
| Hexen II Mission Pack: Portal of Praevus                | Raven Software                                                 | WIN | 1998-03-31                           |
| Hrot                                                    | Spytihněv                                                      | WIN | 2021-01-29                           |
| Hidden & Dangerous                                      | Illusion Softworks                                             | DC, PS1, WIN | 1999-07-29                           |
| Hidden & Dangerous 2                                    | Illusion Softworks                                             | WIN | 2003-10-24                           |
| Homefront                                               | Kaos Studios                                                   | PS3, WIN, X360 | 2011-03-15                           |
| Homefront: The Revolution                               | Dambuster Studios                                              | PS4, WIN, OS X, XONE | 2016-05-17                           |
| Horizon V                                               | Gebelli Software                                               | Apple II | 1982                                 |
| Hovertank 3D                                            | id Software                                                    | DOS | 1991-04                              |
| Hunt: Showdown                                          | Crytek                                                         | WIN, XONE, PS4 | 2019-08-27                           |
| I.G.I.-2: Covert Strike                                 | Innerloop Studios                                              | MAC, WIN, Xbox | 2003-03-03                           |
| Ice Nine                                                | Torus Games                                                    | GBA | 2005                                 |
| In Pursuit of Greed                                     | Mind Shear Software                                            | DOS | 1995                                 |
| Insurgency: Sandstorm                                   | New World Interactive                                          | WIN, PS4, XONE | 2018-12-12                           |
| Interphase                                              | The Assembly Line                                              | AMI, DOS, ST | 1989                                 |
| Ion Fury                                                | Voidpoint, 3D Realms                                           | WIN | 2019-08-15                           |
| Iron Angel of the Apocalypse                            | Synergy Inc.                                                   | 3DO | 1994-06-09                           |
| Iron Angel of the Apocalypse: The Return                | Synergy Inc.                                                   | 3DO | 1995-09-22                           |
| Iron Grip: Warlord                                      | ISOTX                                                          | WIN | 2008-11-05                           |
| Iron Storm                                              | I4X Studios Kylotonn                                           | PS2, WIN | 2002-10-28                           |
| Island Peril                                            | electric fantasies                                             | DOS | 1995-04                              |
| Isle of the Dead                                        | Rainmaker Software                                             | DOS | 1993-12                              |
| Joint Operations: Typhoon Rising                        | NovaLogic                                                      | WIN | 2004-06-15                           |
| Joint Operations: Escalation                            | NovaLogic                                                      | WIN | 2004-11-17                           |
| Judge Dredd: Dredd Vs. Death                            | Rebellion Developments                                         | GCN, PS2, WIN, Xbox | 2003-10-17                           |
| Juggernaut: The New Story                               | Canopy Games                                                   | WIN | 1998                                 |
| Jumping Flash!                                          | Exact                                                          | PS1, PSN | 1995-04-27                           |
| Jumping Flash! 2                                        | Exact                                                          | PS1, PSN | 1996-04-26                           |
| Jurassic: The Hunted                                    | Cauldron HQ                                                    | PS2, PS3, Wii, X360 | 2009-11-03                           |
| Jurassic Park: Trespasser                               | DreamWorks Interactive                                         | WIN | 1998-10-28                           |
| Ken's Labyrinth                                         | Ken Silverman                                                  | DOS | 1993-01-01                           |
| Kidō Senshi Z-Gundam: Hot Scramble                      | Bandai                                                         | NES | 1986                                 |
| Kileak: The DNA Imperative                              | Genki                                                          | PS1 | 1995-09-09                           |
| Killing Time                                            | Studio 3DO                                                     | 3DO, MAC, WIN | 1995-08-15                           |
| Killzone                                                | Guerrilla Games                                                | PS2 | 2004-11-02                           |
| Killzone 2                                              | Guerrilla Games                                                | PS3 | 2009-02-25                           |
| Killzone 3                                              | Guerrilla Games                                                | PS3 | 2011-02-22                           |
| Killzone: Mercenary                                     | Guerrilla Games                                                | VITA | 2013-09-04                           |
| Killzone: Shadow Fall                                   | Guerrilla Games                                                | PS4 | 2013-11-15                           |
| Kingpin: Life of Crime                                  | Xatrix Entertainment                                           | LIN, WIN | 1999-06-30                           |
| King Kong                                               | Ubisoft                                                        | DS, GCN, PS2, PSP, WIN, X360, Xbox | 2005-11-17                           |
| Kiss: Psycho Circus: The Nightmare Child                | Third Law Interactive                                          | DC, WIN | 2000-07-18                           |
| Land of the Dead: Road to Fiddler's Green               | Brainbox Games                                                 | WIN, Xbox | 2005-10-18                           |
| Laser Arena                                             | Trainwreck Studios                                             | WIN | 2000-09                              |
| Left 4 Dead                                             | Valve                                                          | OSX, WIN, X360 | 2008-11-17                           |
| Left 4 Dead 2                                           | Valve                                                          | LIN, OSX, WIN, X360 | 2009-11-17                           |
| Legendary                                               | Spark Unlimited                                                | PS3, WIN, X360 | 2008-11-04                           |
| Legend of the Seven Paladins                            | Accend Inc                                                     | DOS | 1994                                 |
| Legends of Might and Magic                              | New World Computing                                            | WIN | 2001-06-30                           |
| Lethal Tender                                           | Pie in the Sky Software                                        | DOS | 1993                                 |
| Lichdom: Battlemage                                     | Xaviant, Bigmoon Entertainment                                 | WIN, PS4, XONE | 2014-08-26                           |
| Lifeforce Tenka                                         | Psygnosis                                                      | PS1, WIN | 1997-05-31                           |
| Line of Sight: Vietnam                                  | nFusion                                                        | WIN | 2003-03-05                           |
| Lunicus                                                 | Cyberflix Incorporated                                         | MAC, WIN3X | 1994-04                              |
| Mace Griffin: Bounty Hunter                             | Warthog Games                                                  | PS2, WIN, Xbox | 2003-06-17                           |
| MAG                                                     | Zipper Interactive                                             | PS3 | 2010-01-26                           |
| Malice                                                  | Ratloop                                                        | DOS, LIN, MAC, WIN | 1997-10-15                           |
| Men in Black: The Series – Crashdown                    | Runecraft                                                      | PS1 | 2001-11-20                           |
| Marathon                                                | Bungie                                                         | Apple Pippin, MAC, ported to LIN, OSX, WIN through the Aleph One project                                                                                               | 1994-12-21                           |
| Marathon 2: Durandal                                    | Bungie                                                         | Apple Pippin, MAC, WIN, XBLA, ported to LIN, OSX through the Aleph One project                                                                                         | 1995-11-24                           |
| Marathon Infinity                                       | Bungie                                                         | MAC, ported to LIN, OSX, WIN through the Aleph One project | 1996-10-15                           |
| Master Levels for Doom II                               | id Software                                                    | DOS, PS1 | 1995-12-26                           |
| Maze War                                                | Steve Colley                                                   | Imlac PDS-1, MAC, NeXT Computer, Palm OS, Xerox Star, X11 | 1974                                 |
| Medal of Honor                                          | DreamWorks Interactive                                         | PS1 | 1999-11-11                           |
| Medal of Honor: Underground                             | DreamWorks Interactive                                         | PS1, GBA | 2000-10-23                           |
| Medal of Honor: Allied Assault                          | 2015, Inc.                                                     | LIN, OSX, WIN | 2002-01-22                           |
| Medal of Honor: Frontline                               | EA Los Angeles                                                 | PS2, Xbox, GC | 2002-05-28                           |
| Medal of Honor: Rising Sun                              | EA Los Angeles                                                 | PS2, Xbox, GC | 2003-11-11                           |
| Medal of Honor: Pacific Assault                         | EA Los Angeles, TKO Software                                   | WIN | 2004-11-02                           |
| Medal of Honor: European Assault                        | EA Los Angeles                                                 | PS2, Xbox, GC | 2005-06-07                           |
| Medal of Honor: Heroes                                  | EA Canada                                                      | PSP | 2006-10-23                           |
| Medal of Honor: Vanguard                                | EA Los Angeles, Budcat Creations                               | PS2, WII | 2006-10-23                           |
| Medal of Honor: Airborne                                | EA Los Angeles                                                 | PS3, WIN, X360 | 2007-09-04                           |
| Medal of Honor: Heroes 2                                | EA Los Angeles                                                 | PSP, WII | 2007-11-13                           |
| Medal of Honor                                          | Danger Close Games, EA Digital Illusions CE                    | PS3, WIN, X360 | 2010-10-12                           |
| Medal of Honor: Warfighter                              | Danger Close Games                                             | PS3, WIN, X360 | 2012-10-23                           |
| Men of Valor                                            | 2015, Inc.                                                     | WIN, Xbox | 2004-10-19                           |
| Metal Head                                              | Sega                                                           | Sega 32X | 1995-02-24                           |
| Metro 2033                                              | 4A Games                                                       | WIN, X360, PS4, XONE, LIN, OSX | 2010-03-16                           |
| Metro: Last Light                                       | 4A Games                                                       | WIN, X360, PS3, PS4, XONE, LIN, OSX | 2013-05-14                           |
| Metro Exodus                                            | 4A Games                                                       | WIN, PS4, XONE | 2019-02-15                           |
| Metroid Prime                                           | Nintendo                                                       | GCN | 2002-11-17                           |
| Metroid Prime 2: Echoes                                 | Nintendo                                                       | GCN | 2004-11-15                           |
| Metroid Prime 3: Corruption                             | Nintendo                                                       | Wii | 2007-08-27                           |
| Midair                                                  | Archetype Studios                                              | WIN | 2018-05-03                           |
| MIDI Maze                                               | Xanth Software F/X                                             | ST, Atari 8-bit, GB, GG, SNES | 1987                                 |
| Midwinter                                               | Maelstrom Games                                                | AMI, DOS, ST | 1989                                 |
| Mission Against Terror                                  | Kingsoft Dalian JingCai Studio Wicked Interactive / Suba Games | WIN | 2010                                 |
| Mob Enforcer                                            | Touchdown Entertainment                                        | WIN | 2004-07-13                           |
| Mobile Forces                                           | Rage Games Realtime Worlds                                     | WIN | 2002-05-31                           |
| Mortal Coil: Adrenalin Intelligence                     | Crush Ltd.                                                     | DOS | 1995                                 |
| Mortyr (2093–1944)                                      | Mirage Media S. C.                                             | WIN9X | 1999-12-30                           |
| Mothergunship                                           | Grip Digital, Terrible Posture Games                           | WIN, PS4, XONE | 2018-07-17                           |
| NAM                                                     | TNT Team                                                       | DOS, WIN | 1998-07-31                           |
| Natural Selection                                       | Unknown Worlds Entertainment                                   | WIN | 2002-10-31                           |
| Necromunda: Hired Gun                                   | Streum On Studio                                               | WIN, PS4, PS5, XONE, XSX | 2021-06-01                           |
| NecroVisioN                                             | The Farm 51                                                    | WIN | 2009-02-20                           |
| NecroVisioN: Lost Company                               | The Farm 51                                                    | WIN | 2010-02-19                           |
| Nerf Arena Blast                                        | Visionary Media                                                | WIN | 1999-10-31                           |
| Neuro Hunter                                            | Media Art                                                      | WIN | 2005-08-19                           |
| Neuro                                                   | Revolt Games                                                   | WIN | 2006-03-10                           |
| New World Order                                         | Termite Games                                                  | WIN | 2002-12-05                           |
| Nexuiz                                                  | Alientrap                                                      | LIN, FreeBSD, WIN, OS X, AmigaOS 4, AROS | 2005-05-31                           |
| Nitemare 3D                                             | Gray Design Associates                                         | DOS, WIN | 1994-05-17                           |
| No Man's Sky                                            | Hello Games                                                    | WIN, PS4, XONE | 2016-08-09                           |
| No One Lives Forever 2: A Spy in H.A.R.M.'s Way         | Monolith Productions                                           | OSX, WIN | 2002-09-30                           |
| Nosferatu: The Wrath of Malachi                         | Idol FX                                                        | WIN | 2003-10-21                           |
| NRA Gun Club                                            | Crave Entertainment                                            | PS2 | 2006-10-02                           |
| Oddworld: Stranger's Wrath                              | Oddworld Inhabitants                                           | WIN, Xbox | 2005-01-25                           |
| Ominous Horizons: A Paladin's Calling                   | N'Lightning Software Development                               | WIN | 2001-10-15                           |
| Onslaught                                               | Shade                                                          | Wii | 2009-02-13                           |
| Operation: Blockade                                     | Screaming Games                                                | Arcade, WIN | 2002-05-13                           |
| Operation Body Count                                    | Capstone Software                                              | DOS | 1994-03                              |
| Operation Flashpoint: Cold War Crisis                   | Bohemia Interactive Studio                                     | WIN, Xbox | 2001-06-22                           |
| Operation Flashpoint: Dragon Rising                     | Codemasters                                                    | PS3, WIN, X360 | 2009-10-06                           |
| Operation Flashpoint: Red River                         | Codemasters                                                    | PS3, WIN, X360 | 2011-04-21                           |
| Operation: Matriarchy                                   | MADia Entertainment                                            | WIN | 2005-08-25                           |
| The Operative: No One Lives Forever                     | Monolith Productions                                           | OSX, PS2, WIN | 2000-11-09                           |
| Orion: Prelude                                          | Spiral Game Studios                                            | WIN | 2014-08-25                           |
| Osiris: New Dawn                                        | Fenix Fire Entertainment                                       | WIN, PS4, XONE | TBA                                  |
| Outcast                                                 | Appeal                                                         | WIN | 1999-07-31                           |
| Outlaws                                                 | LucasArts                                                      | WIN | 1997-03-31                           |
| Outtrigger                                              | Sega-AM2                                                       | Arcade, DC | 1999-07-24                           |
| Overkill's The Walking Dead                             | Overkill Software                                              | WIN | 2018-11-06                           |
| Overwatch                                               | Blizzard Entertainment                                         | PS4, WIN, XONE | 2016-05-24                           |
| Painkiller                                              | People Can Fly                                                 | WIN, Xbox (named Painkiller: Hell Wars) | 2004-04-12                           |
| Painkiller: Battle out of Hell                          | People Can Fly                                                 | WIN | 2004-11-22                           |
| Painkiller: Hell & Damnation                            | The Farm 51                                                    | WIN, X360, PS3 | 2012-10-31                           |
| Painkiller: Overdose                                    | Mindware Studios                                               | WIN | 2007-10-30                           |
| Painkiller: Recurring Evil                              | Studio Med-Art                                                 | WIN | 2012-02-29                           |
| Painkiller: Redemption                                  | Eggtooth Team                                                  | WIN | 2011-02-25                           |
| Painkiller: Resurrection                                | HomeGrown Games                                                | WIN | 2009-10-27                           |
| Paladins: Champions of the Realm                        | Hi-Rez Studios                                                 | WIN. OSX, PS4, XONE | 2015-08-15                           |
| Pariah                                                  | Digital Extremes                                               | WIN, Xbox | 2005-05-03                           |
| Parkan: The Imperial Chronicles                         | Nikita                                                         | WIN | 1997-09                              |
| Parkan: Iron Strategy                                   | Nikita                                                         | WIN | 2001-11-29                           |
| Parkan II                                               | Nikita                                                         | WIN | 2004                                 |
| Pathways into Darkness                                  | Bungie                                                         | MAC | 1993-08                              |
| Patriots: A Nation Under Fire                           | 4D Rulers                                                      | WIN | 2007-02-29                           |
| Payday: The Heist                                       | Sony Online Entertainment                                      | Microsoft Windows, PlayStation 3 | 2011-10-18                           |
| Pencil Whipped                                          | ChiselBrain                                                    | WIN | 2001                                 |
| Perfect Dark                                            | Rare                                                           | N64 | 2000-05-22                           |
| Perfect Dark Zero                                       | Rare                                                           | X360 | 2005-11-17                           |
| Perfect Dark                                            | 4J Studios                                                     | X360 | 2010-03-17                           |
| Phantom Slayer                                          | Med Systems                                                    | TRS80, DRA | 1982                                 |
| PlanetSide                                              | Sony Online Entertainment                                      | WIN | 2003-05-20                           |
| PlanetSide 2                                            | Sony Online Entertainment                                      | WIN | 2012-11-20                           |
| PO'ed                                                   | Any Channel                                                    | 3DO, PS1 | 1995-11-06                           |
| Point Blank                                             | Zepetto                                                        | WIN | 2008–03                              |
| Portal                                                  | Valve                                                          | LIN, OSX, WIN, PS3, X360 | 2007-10-09                           |
| Portal 2                                                | Valve                                                          | LIN, OSX, WIN, PS3, X360 | 2011-04-19                           |
| Postal 2                                                | Running with Scissors                                          | LIN, OSX, WIN | 2003-04-13                           |
| Postal 4: No Regerts                                    | Running with Scissors (company)                                | WIN | 2019-10-14                           |
| PowerSlave                                              | Lobotomy Software                                              | DOS, PS1, SAT | 1996-09-26                           |
| The Precursors                                          | Deep Shadows                                                   | WIN | 2009-12-04                           |
| Prey                                                    | Human Head Studios                                             | LIN, OSX, SYB, WIN, X360, Zeebo | 2006-07-11                           |
| Prey Invasion                                           | Machine Works NorthWest                                        | iPhone | 2009-06-04                           |
| Prey                                                    | Arkane Studios                                                 | PS4, WIN, XONE | 2017-05-05                           |
| Prime Target                                            | Marathon Engine                                                | Mac | 1996                                 |
| Prodeus                                                 | Mike Voeller, Jason Mojica                                     | WIN, LIN, OSX, PS4, XONE, NX | 2020                                 |
| Project Eden                                            | Core Design                                                    | PS2, WIN | 2001-10-08                           |
| Project I.G.I.                                          | Innerloop Studios                                              | WIN | 2000-12-15                           |
| Project Snowblind                                       | Crystal Dynamics                                               | PS2, WIN, Xbox | 2005-02-22                           |
| Project Warlock                                         | Buckshot Software                                              | WIN, PS4, NS, Xbox | 2018-10-18                           |
| Quake                                                   | id Software                                                    | AMI, BSD (IRIX), DOS, Falcon 060, LIN, MAC, N64, OS2, ROS (Risc PC), SAT, UNIX (Solaris (operating system)), WIN, WMO, Zeebo, and source ports to additional platforms | 1996-06-22                           |
| Quake Mission Pack No. 1: Scourge of Armagon            | Hipnotic Interactive                                           | DOS | 1997-02-28                           |
| Quake Mission Pack No. 2: Dissolution of Eternity       | Rogue Entertainment                                            | DOS | 1997-03-31                           |
| Quake II                                                | id Software                                                    | AMI, AmigaOS 4, BEOS, BSD (IRIX), LIN, MAC, N64, PS1, WIN, X360, Zeebo                                                                                                 | 1997-12-09                           |
| Quake II Mission Pack: Ground Zero                      | Rogue Entertainment                                            | WIN | 1998-08-31                           |
| Quake II Mission Pack: The Reckoning                    | Xatrix Entertainment                                           | WIN | 1998-05-31                           |
| Quake III Arena                                         | id Software                                                    | BSD (IRIX), DC, iPhone, LIN, MAC, PS2, WIN, XBLA | 1999-12-02                           |
| Quake III: Team Arena                                   | id Software                                                    | WIN | 2000-12-18                           |
| Quake 4                                                 | id Software, Raven Software                                    | LIN, OSX, WIN, X360 | 2005-10-18                           |
| Quake Live                                              | id Software                                                    | LIN, OSX, WIN | 2010-08-06                           |
| Quest for Bush                                          | al-Qaeda                                                       | WIN | 2006-09-11                           |
| Quest for Saddam                                        | Petrilla Entertainment                                         | WIN | 2003-05-14                           |
| Quest of Persia: The End of Innocence                   | Puya Arts                                                      | WIN | 2005-09-25                           |
| Quiver                                                  | ADvertainment Software                                         | DOS | 1997-03                              |
| Radix: Beyond the Void                                  | Neutral Storm Entertainment                                    | DOS | 1995-11-02                           |
| Rage                                                    | id Software                                                    | iPhone, OSX, PS3, WIN, X360 | 2011-10-04                           |
| Rage 2                                                  | Avalanche Studios                                              | WIN, PS4, XONE | 2019-05-14                           |
| Raven Squad: Operation Hidden Dagger                    | Atomic Motion                                                  | WIN, X360 | 2009-08-25                           |
| Ready Or Not                                            | VOID Interactive                                               | WIN | 2021-12-17                           |
| Realms of the Haunting                                  | Gremlin Interactive                                            | WIN9X | 1997-01                              |
| Rebel Moon                                              | Fenris Wolf Ltd.                                               | WIN | 1995-12                              |
| Rebel Moon Rising                                       | Fenris Wolf Ltd.                                               | WIN | 1997                                 |
| Rec Room                                                | Against Gravity                                                | WIN, PS4 | 2016-06-28                           |
| Red Babe                                                | The DaRK CaVErN Productions                                    | DOS | 1994                                 |
| Red Faction                                             | Volition                                                       | MAC, MOBI, NGE, PS2, WIN | 2001-05-22                           |
| Red Faction II                                          | Volition                                                       | GCN, PS2, WIN, Xbox | 2002-10-15                           |
| Redneck Rampage                                         | Xatrix Entertainment                                           | DOS, MAC | 1997-04-30                           |
| Redneck Rampage: Suckin' Grits on Route 66              | Xatrix Entertainment                                           | DOS | 1997-12-19                           |
| Redneck Rampage Rides Again                             | Xatrix Entertainment                                           | DOS | 1998-05-31                           |
| Red Ocean                                               | Collision Studios                                              | WIN | 2007-03-30                           |
| Red Orchestra: Ostfront 41-45                           | Tripwire Interactive                                           | WIN | 2006-03-14                           |
| Red Orchestra 2: Heroes of Stalingrad                   | Tripwire Interactive                                           | WIN | 2011-09-13                           |
| Red Steel                                               | Ubisoft                                                        | Wii | 2006-11-19                           |
| Red Steel 2                                             | Ubisoft                                                        | Wii | 2010-03-23                           |
| Redline                                                 | Beyond Games                                                   | WIN | 1999-03-24                           |
| The Regiment                                            | Kuju Entertainment                                             | WIN | 2006                                 |
| Renegade X                                              | Totem Arts                                                     | WIN | 2014–02                              |
| Requiem: Avenging Angel                                 | Cyclone Studios                                                | WIN | 1999-03-31                           |
| Rescue on Fractalus!                                    | LucasArts                                                      | A400/800 | 1985                                 |
| Resident Evil 7: Biohazard                              | Capcom                                                         | PS4, XONE, WIN | 2017-01-24                           |
| Resident Evil: The Darkside Chronicles                  | Capcom                                                         | PSN, Wii | 2009-11-17                           |
| Resident Evil: The Umbrella Chronicles                  | Capcom                                                         | PSN, Wii | 2007-11-13                           |
| Resident Evil: Dead Aim                                 | Capcom                                                         | PS2 | 2003-02-13                           |
| Resident Evil Survivor                                  | Capcom                                                         | PS1, WIN | 2000-01-27                           |
| Resident Evil Survivor 2 Code: Veronica                 | Capcom                                                         | Arcade, PS2 | 2001-11-08                           |
| Resident Evil Village                                   | Capcom                                                         | WIN, PS4, PS5, Stadia, XONE, XSX | 2021-05-07                           |
| Resistance: Fall of Man                                 | Insomniac Games                                                | PS3 | 2006-11-10                           |
| Resistance 2                                            | Insomniac Games                                                | PS3 | 2008-11-04                           |
| Resistance 3                                            | Insomniac Games                                                | PS3 | 2011-09-06                           |
| Resistance: Burning Skies                               | Nihilistic Software                                            | VITA | 2012-05-29                           |
| Return to Castle Wolfenstein                            | Gray Matter Studios                                            | LIN, OSX, PS2, WIN, Xbox | 2001-11-19                           |
| Rise of the Triad                                       | Apogee Software                                                | DOS, iPhone | 1994-12-21                           |
| Rise of the Triad                                       | Interceptor Entertainment                                      | WIN | 2013-07-31                           |
| Rising Storm (video game)                               | Tripwire Interactive                                           | WIN | 2013-05-30                           |
| Rising Storm 2: Vietnam                                 | Antimatter Games                                               | WIN | 2017-05-30                           |
| RoboCop                                                 | Titus Software                                                 | GCN, PS2, WIN, Xbox | 2003–05                              |
| RoboCop 3                                               | Digital Image Design                                           | AMI, ST, DOS | 1991                                 |
| Robotica                                                | Micronet                                                       | SAT | 1995-03-24                           |
| Rogue Warrior                                           | Rebellion Developments                                         | PS3, WIN, X360 | 2009-11-26                           |
| Rust                                                    | Facepunch Studios Ltd, Double Eleven                           | PS4, XONE, WIN, LIN, XOS | 2013-12-11                           |
| Sanctum                                                 | Coffee Stain Studios                                           | WIN, OSX | 2011-04-15                           |
| Sanctum 2                                               | Coffee Stain Studios, Reverb Publishing                        | WIN, OSX, LIN, X360, PS3 | 2013-05-15                           |
| Saucer Attack                                           | Lotus Soft                                                     | C64 | 1984                                 |
| SAS: Secure Tomorrow                                    | City Interactive                                               | WIN | 2008                                 |
| Savage: The Battle for Newerth                          | S2 Games                                                       | LIN, OSX, WIN | 2003-09-09                           |
| Savage 2: A Tortured Soul                               | S2 Games                                                       | LIN, OSX, WIN | 2008-01-16                           |
| Scarab of Ra                                            | Semicolon Software                                             | Mac | 1987-01-01                           |
| Scorpion: Disfigured                                    | B-Cool Interactive                                             | WIN | 2009-03-31                           |
| Secret Service                                          | Cauldron HQ                                                    | PS2, WIN, X360 | 2008-11-04                           |
| Secret Service                                          | Fun Labs                                                       | WIN | 2001-11-23                           |
| Secret Service 2: Security Breach                       | 4D Rulers                                                      | WIN | 2003-10-28                           |
| Section 8                                               | TimeGate Studios                                               | PS3, WIN, X360 | 2009-09-04                           |
| Section 8: Prejudice                                    | TimeGate Studios                                               | PSN, WIN, XBLA | 2011-04-11                           |
| Serious Sam 3: BFE                                      | Croteam                                                        | PS3, WIN, X360 | 2011-11-22                           |
| Serious Sam 4                                           | Croteam                                                        | WIN, STADIA, PS4, XONE | 2020-09-24                           |
| Serious Sam: Next Encounter                             | Climax Solent                                                  | GCN, PS2 | 2004-04-14                           |
| Serious Sam: The First Encounter                        | Croteam                                                        | LIN, WIN, XBLA, Xbox | 2001-03-21                           |
| Serious Sam: The Second Encounter                       | Croteam                                                        | LIN, WIN, XBLA | 2002-02-02                           |
| Serious Sam 2                                           | Croteam                                                        | LIN, WIN, Xbox | 2005-10-11                           |
| Shadow Ops: Red Mercury                                 | Zombie Studios                                                 | WIN, Xbox | 2004-06-15                           |
| Shadowrun                                               | FASA Interactive                                               | WIN, X360 | 2007-05-29                           |
| Shadow Warrior                                          | 3D Realms                                                      | DOS, MAC | 1997-05-13                           |
| Shadow Warrior                                          | Flying Wild Hog                                                | WIN, Xbox, PS4 | 2013-09-26                           |
| Shadow Warrior 2                                        | Flying Wild Hog                                                | WIN, Xbox, PS4 | 2016-10-13                           |
| Shattered Horizon                                       | Futuremark Games Studio                                        | WIN | 2009-11-04                           |
| Shellshock 2: Blood Trails                              | Rebellion Developments                                         | PS3, WIN, X360 | 2009-02-13                           |
| The Ship                                                | Outerlight                                                     | WIN | 2006-07-30                           |
| Shogo: Mobile Armor Division                            | Monolith Productions                                           | AMI, LIN, MAC, WIN | 1998-09-30                           |
| Shrak                                                   | Quantum Axcess                                                 | DOS, WIN | 1997-01-30                           |
| Silent Debuggers                                        | Data East                                                      | PCE, VC | 1991-03-29                           |
| SiN                                                     | Ritual Entertainment                                           | LIN, MAC (PowerPC), WIN | 1998-10-31                           |
| SiN Episodes                                            | Ritual Entertainment                                           | WIN | 2006-05-10                           |
| Singularity                                             | Raven Software                                                 | PS3, WIN, X360 | 2010-06-25                           |
| Smokin' Guns                                            | Smokin' Guns Productions                                       | LIN, OSX, WIN | 2009-01-01                           |
| Sniper: Ghost Warrior                                   | City Interactive                                               | PS3, WIN, X360 | 2010-06-24                           |
| Sniper: Ghost Warrior 2                                 | City Interactive                                               | PS3, WIN, X360 | 2013-03-12                           |
| Sniper Ghost Warrior 3                                  | CI Games                                                       | PS4, WIN, XONE | 2017-01-27                           |
| Sniper Ghost Warrior Contracts                          | CI Games                                                       | PS4, WIN, XONE | 2019-11-22                           |
| Solarix                                                 | Pulsetense Games                                               | WIN | 2015-04-30                           |
| Soldier of Fortune                                      | Raven Software                                                 | DC, PS2, LIN, WIN | 2000-03-27                           |
| Soldier of Fortune II: Double Helix                     | Raven Software                                                 | MAC, WIN, Xbox | 2002-05-20                           |
| Soldier of Fortune: Payback                             | Cauldron HQ                                                    | PS3, WIN, X360 | 2007-11-14                           |
| South Park                                              | Iguana EntertainmentAppaloosa Interactive                      | N64, PS1 | 1998-12-12                           |
| Space Hulk                                              | Electronic Arts                                                | AMI, DOS | 1993-06                              |
| Space Hulk: Deathwing                                   | Streum on studio, Cyanide (company), Focus Home Interactive    | WIN, PS4 | 2016-12-14                           |
| Space Hulk: Vengeance of the Blood Angels               | Key Game                                                       | 3DO, PS1, SAT | 1995                                 |
| Space Storm                                             | Dava Consulting LLC.                                           | iPhone, iPad, iPod Touch | 2009-10-10                           |
| Spasim                                                  | Jim Bowery                                                     | PLATO | 1974-03                              |
| Spear of Destiny                                        | id Software                                                    | DOS | 1992-09-18                           |
| Special Force                                           | Hezbollah                                                      | WIN | 2003                                 |
| Special Force 2: Tale of the Truthful Pledge            | Central Internet Bureau                                        | WIN | 2007-08-16                           |
| Special Operation 85: Hostage Rescue                    | Association of Islamic Unions of Students                      | WIN | 2007-07-16                           |
| Spec Ops: Rangers Lead the Way                          | Zombie Studios                                                 | WIN | 1998-04-30                           |
| Spec Ops: Ranger Team Bravo                             | Zombie Studios                                                 | WIN | 1998-11-17                           |
| Spec Ops II: Green Berets                               | Zombie Studios                                                 | WIN | 1999-10-31                           |
| Spec Ops II: Omega Squad                                | Runecraft                                                      | DC | 2000-10-24                           |
| Splat Magazine Renegade Paintball                       | Global Star Software                                           | WIN, Xbox | 2005-10-11                           |
| Splitgate                                               | 1047 Games                                                     | WIN, PS4, XONE | 2019-05-24                           |
| The Stalin Subway                                       | G5 Software LLC Orion Games                                    | WIN | 2005-12-08                           |
| S.T.A.L.K.E.R.: Shadow of Chernobyl                     | GSC Game World                                                 | WIN | 2007-03-20                           |
| S.T.A.L.K.E.R.: Clear Sky                               | GSC Game World                                                 | WIN | 2008-08-22                           |
| S.T.A.L.K.E.R.: Call of Pripyat                         | GSC Game World                                                 | WIN | 2009-02-02                           |
| Star Citizen                                            | Cloud Imperium Games                                           | WIN | TBA                                  |
| Star Cruiser                                            | Arsys Software                                                 | PC88, PC98, X68K, GEN | 1988                                 |
| Star Cruiser 2                                          | Arsys Software                                                 | PC98, FMT | 1992                                 |
| Star Luster                                             | Namco                                                          | NES, Arcade, X68K, VC | 1985                                 |
| Star Raiders                                            | Atari                                                          | A400/800 | 1979                                 |
| Star Raiders II                                         | Atari Corp.                                                    | ATR, AMSCPC, C64, DOS, ZX | 1986                                 |
| Star Ship                                               | Atari                                                          | A2600 | 1977                                 |
| Starhawk                                                | Cinematronics                                                  | ARC | 1979                                 |
| Starship Troopers                                       | Strangelite                                                    | WIN | 2005-10-27                           |
| Starfox                                                 | Realtime Games Software                                        | AMSCPC, C64, ZX | 1987                                 |
| Starsiege: Tribes                                       | Dynamix                                                        | WIN | 1998-11-30                           |
| Star Trek                                               | Sega                                                           | Arcade | 1982                                 |
| Star Trek: Voyager – Elite Force                        | Raven Software                                                 | PS2, MAC, LIN (Multiplayer-only), WIN | 2000-09-20                           |
| Star Trek: Elite Force II                               | Ritual Entertainment                                           | OSX, WIN | 2003-06-20                           |
| Star Trek: The Next Generation: Klingon Honor Guard     | MicroProse                                                     | MAC, WIN | 1998-09-30                           |
| Star Wars: Battlefront                                  | Pandemic Studios                                               | MAC, MOBI, PS2, WIN, Xbox | 2004-09-20                           |
| Star Wars Battlefront                                   | EA DICE                                                        | WIN, PS4, XONE | 2015-11-17                           |
| Star Wars: Battlefront II                               | Pandemic Studios                                               | PS2, PSP, WIN, Xbox | 2005-11-01                           |
| Star Wars Battlefront II                                | EA DICE                                                        | WIN, PS4, XONE | 2017-11-17                           |
| Star Wars: Dark Forces                                  | LucasArts                                                      | DOS, MAC, PS1, PSN | 1995-02-15                           |
| Star Wars Jedi Knight: Dark Forces II                   | LucasArts                                                      | WIN | 1997-09-30                           |
| Star Wars Jedi Knight: Mysteries of the Sith            | LucasArts                                                      | WIN | 1998-01-31                           |
| Star Wars Jedi Knight II: Jedi Outcast                  | Raven Software                                                 | GCN, OSX, WIN, Xbox | 2002-03-26                           |
| Star Wars Jedi Knight: Jedi Academy                     | Raven Software                                                 | OSX, WIN, Xbox | 2003-09-17                           |
| Star Wars: Republic Commando                            | LucasArts                                                      | MOBI, WIN, Xbox | 2005-03-01                           |
| Stellar 7                                               | Damon Slye                                                     | AP2, C64 | 1983                                 |
| Strafe                                                  | Devolver Digital                                               | WIN | 2017-05-09                           |
| Strife: Quest for the Sigil                             | Rogue Entertainment                                            | DOS | 1996-02-23                           |
| Submarine Commander                                     | Thorn EMI Computer Software                                    | A400/800 | 1982                                 |
| Super 3D Noah's Ark                                     | Wisdom Tree                                                    | DOS, SNES | 1994-12                              |
| SWAT 3: Close Quarters Battle                           | Sierra Entertainment                                           | WIN | 1999-11-23                           |
| SWAT: Global Strike Team                                | Argonaut Games                                                 | PS2, Xbox | 2003-10-28                           |
| SWAT 4                                                  | Irrational Games                                               | WIN | 2005-04-05                           |
| System Shock                                            | Looking Glass Studios                                          | DOS, MAC | 1994-03-26                           |
| System Shock                                            | Nightdive Studios                                              | WIN, OSX, PS4, XONE | TBA                                  |
| System Shock 2                                          | Looking Glass Studios Irrational Games                         | WIN | 1999-08-11                           |
| System Shock 3                                          | OtherSide Entertainment                                        | WIN, PS4, XONE | TBA                                  |
| Syndicate                                               | Starbreeze Studios                                             | WIN, X360, PS3 | 2012-02-21                           |
| Tactical Ops: Assault on Terror                         | Kamehan Studios                                                | WIN, LIN (unofficial), MAC (unofficial) | 1999-12-23 (Mod) 2002-04-24 (Retail) |
| Tau Ceti                                                | CRL Group                                                      | ST, AMSCPC, C64, DOS, ZX | 1985                                 |
| Team Fortress                                           | Team Fortress Software                                         | LIN, OSX, WIN | 1999-04-07                           |
| Team Fortress 2                                         | Valve                                                          | LIN OSX, PS3, WIN, X360 | 2007-10-10                           |
| Team Fortress Classic                                   | Valve                                                          | WIN | 1999-05-30                           |
| Terminal Terror                                         | Pie in the Sky Software                                        | DOS | 1994                                 |
| The Terminator                                          | Bethesda Softworks                                             | DOS | 1991-07                              |
| The Terminator: Rampage                                 | Bethesda Softworks                                             | DOS | 1993-12                              |
| The Terminator: Future Shock                            | Bethesda Softworks                                             | DOS | 1995-08                              |
| The Terminator: SkyNET                                  | Bethesda Softworks                                             | DOS | 1996-11                              |
| Terminator 3: Rise of the Machines                      | Black Ops Entertainment                                        | MOBI, PS2, Xbox | 2003-11-11                           |
| Terminator 3: War of the Machines                       | Clever's Games                                                 | WIN | 2003-11-28                           |
| Terminator: Resistance                                  | Teyon                                                          | PS4, WIN, XONE | 2019-11-15                           |
| Terra Nova: Strike Force Centauri                       | Looking Glass Studios                                          | DOS | 1996-02-29                           |
| Terrawars: New York Invasion                            | Ladyluck Digital Media                                         | WIN | 2006-07-06                           |
| Terror Attack: Project Fateh                            | Shivam Sai Gupta                                               | iPhone, MOBI, WIN | 2010-06-23                           |
| Terror In Christmas Town                                | Michael Zerbo                                                  | DOS | 1995                                 |
| Testament                                               | Insanity                                                       | AMI | 1996                                 |
| Titanfall                                               | Respawn Entertainment                                          | WIN, X360, XONE | 2014-03-11                           |
| Titanfall 2                                             | Respawn Entertainment                                          | PS4, WIN, XONE | 2016-10-28                           |
| The Outer Worlds                                        | Obsidian Entertainment                                         | WIN, PS4, XONE | 2019-10-25                           |
| The Ultimate Doom                                       | id Software                                                    | DOS, MAC, PS1, SAT | 1995-04-30                           |
| The Walking Dead: Survival Instinct                     | Terminal Reality                                               | PS3, WIN, Wii U, X360 | 2013-03-19                           |
| Time Crisis 4                                           | Namco                                                          | Arcade, PS3 | 2006                                 |
| TimeShift                                               | Saber Interactive                                              | PS3, WIN, X360 | 2007-10-30                           |
| TimeSplitters                                           | Free Radical Design                                            | PS2 | 2000-10-23                           |
| TimeSplitters 2                                         | Free Radical Design                                            | GCN, PS2, Xbox | 2002-10-09                           |
| TimeSplitters: Future Perfect                           | Free Radical Design                                            | GCN, PS2, Xbox | 2005-03-21                           |
| Tom Clancy's Ghost Recon                                | Red Storm Entertainment                                        | GCN, MAC, PS2, WIN, Xbox | 2001-11-14                           |
| Tom Clancy's Ghost Recon Advanced Warfighter            | GRIN                                                           | PS2, WIN, X360, Xbox | 2006-03-09                           |
| Tom Clancy's Ghost Recon Advanced Warfighter 2          | GRIN                                                           | PS3, PSP, WIN, X360 | 2007-03-06                           |
| Tom Clancy's Rainbow Six                                | Red Storm Entertainment                                        | DC, MAC, N64, PS1, PSN, WIN | 1998-05-15                           |
| Tom Clancy's Rainbow Six: Rogue Spear                   | Red Storm Entertainment                                        | DC, MAC, PS1, WIN | 1999-08-31                           |
| Tom Clancy's Rainbow Six: Take-Down – Missions in Korea | Ubisoft                                                        | WIN | 2001-06-20                           |
| Tom Clancy's Rainbow Six 3: Raven Shield                | Ubisoft                                                        | GCN, MOBI, OSX, PS2, WIN, Xbox | 2003-03-18                           |
| Tom Clancy's Rainbow Six: Lockdown                      | Ubisoft                                                        | GCN, MOBI, PS2, Xbox | 2005-09-06                           |
| Tom Clancy's Rainbow Six: Vegas                         | Ubisoft                                                        | MOBI, PS3, PSP, WIN, X360 | 2006-09-21                           |
| Tom Clancy's Rainbow Six: Vegas 2                       | Ubisoft Montreal                                               | PS3, WIN, X360 | 2008-03-18                           |
| Tom Clancy's Rainbow Six: Siege                         | Ubisoft Montreal                                               | PS4, PS5, WIN, XONE, XSX | 2015-12-01                           |
| Total Eclipse                                           | Incentive Software                                             | ST, AMI, DOS, C64, ZX, AMSCPC | 1988                                 |
| Tower of Guns                                           | Terrible Posture Games                                         | WIN | 2014-03-04                           |
| Tribes 2                                                | Dynamix                                                        | LIN, WIN | 2001-03-21                           |
| Tribes: Aerial Assault                                  | Inevitable Entertainment                                       | PS2 | 2002-09-23                           |
| Tribes: Vengeance                                       | Irrational Games                                               | WIN | 2004-10-22                           |
| Tribes: Ascend                                          | Hi-Rez Studios                                                 | WIN | 2012-04-12                           |
| Tron 2.0                                                | Monolith Productions                                           | OSX, WIN, Xbox, X360 | 2003-08-26                           |
| The Truth About 9th Company                             | Extreme Developers Kranx Productions                           | WIN | 2008-02-15                           |
| Tunnel Rats                                             | Replay Studios                                                 | WIN | 2009-05-15                           |
| Turning Point: Fall of Liberty                          | Spark Unlimited                                                | PS3, WIN, X360 | 2008-02-26                           |
| Turok: Dinosaur Hunter                                  | Iguana Entertainment                                           | N64, WIN | 1997-05-30                           |
| Turok 2: Seeds of Evil                                  | Iguana Entertainment                                           | N64, WIN | 1998-12-11                           |
| Turok: Rage Wars                                        | Acclaim Studios Austin                                         | N64 | 1999-10-31                           |
| Turok 3: Shadow of Oblivion                             | Acclaim Studios Austin                                         | N64 | 2000-08-30                           |
| Turok: Evolution                                        | Acclaim Studios Austin                                         | GCN, PS2, WIN, Xbox | 2002-08-26                           |
| Turok                                                   | Propaganda Games, Aspyr Media                                  | PS3, WIN, X360 | 2008-02-05                           |
| Twin Sector                                             | DnS Development                                                | WIN | 2009                                 |
| ÜberSoldier                                             | Burut Creative Team                                            | WIN | 2006-03-29                           |
| UberStrike                                              | Cmune                                                          | MULTI | 2010–11                              |
| Under Ash                                               | Dar al-Fikr                                                    | WIN | 2001                                 |
| Under Siege                                             | Afkar Media                                                    | WIN | 2005                                 |
| Underworld Ascendant                                    | OtherSide Entertainment                                        | WIN, OSX, LIN, PS4 | 2018-11-15                           |
| Unreal                                                  | Epic Games                                                     | MAC, WIN | 1998-05-22                           |
| Unreal Mission Pack: Return to Na Pali                  | Legend Entertainment                                           | WIN | 1999-05-31                           |
| Unreal II: The Awakening                                | Legend Entertainment                                           | WIN, Xbox | 2003-02-03                           |
| Unreal Tournament                                       | Epic Games                                                     | DC, LIN, MAC, OSX, PS2, WIN | 1999-11-30                           |
| Unreal Tournament 2003                                  | Epic Games                                                     | LIN, OSX, WIN | 2002-10-01                           |
| Unreal Tournament 2004                                  | Epic Games                                                     | LIN, OSX, WIN | 2004-03-06                           |
| Unreal Tournament 3                                     | Epic Games                                                     | PS3, WIN, X360 | 2007-11-19                           |
| Urban Chaos: Riot Response                              | Rocksteady Studios                                             | PS2, Xbox | 2006-05-19                           |
| Urban Terror                                            | FrozenSand, LLC Silicon Ice Development                        | LIN, OSX, WIN | 2007-04-01                           |
| US Special Forces: Team Factor                          | 7FX                                                            | WIN | 2002-09-23                           |
| Valorant                                                | Riot Games                                                     | WIN | 2020-06-02                           |
| Vietcong                                                | Pterodon Illusion Softworks                                    | WIN | 2003-03-26                           |
| Vietcong 2                                              | Pterodon Illusion Softworks                                    | WIN | 2005-10-24                           |
| Vivisector: Beast Inside                                | Action Forms                                                   | WIN | 2006-01-05                           |
| Void Bastards                                           | Blue Manchu                                                    | WIN, XONE | 2019-05-29                           |
| Warface                                                 | Crytek                                                         | WIN | 2013-10-22                           |
| Warhammer: End Times – Vermintide                       | Fatshark                                                       | WIN, PS4, XONE | 2015-10-23                           |
| Warhammer: Vermintide 2                                 | Fatshark                                                       | WIN, PS4, XONE | 2018-03-08                           |
| Warhammer 40,000: Fire Warrior                          | Kuju Entertainment                                             | PS2, WIN | 2003–10                              |
| WarPath                                                 | Digital Extremes                                               | WIN, Xbox | 2006-07-18                           |
| Warsow                                                  | Chasseur de Bots                                               | WIN, MAC, LIN | 2005                                 |
| Water Warfare                                           | Hudson Soft                                                    | Wii (WiiWare) | 2009-06-23                           |
| We Happy Few                                            | Compulsion Games, Gearbox Software                             | WIN, PS4, XONE | 2018-08-10                           |
| Westworld 2000                                          | Brooklyn Multimedia                                            | WIN | 1996                                 |
| The Wheel of Time                                       | Legend Entertainment                                           | WIN | 1999-08-31                           |
| White Gold: War in Paradise                             | Deep Shadows                                                   | WIN | 2008-10-24                           |
| White Law                                               | Resistance Records                                             | WIN | 2003-07-14                           |
| William Shatner's TekWar                                | Capstone Software                                              | DOS | 1995-09-30                           |
| Will Rock                                               | Saber Interactive                                              | WIN | 2003-06-09                           |
| Witchaven                                               | Capstone Software                                              | DOS | 1995-09-30                           |
| Witchaven II: Blood Vengeance                           | Capstone Software                                              | DOS | 1996-05-06                           |
| Wolfenstein: The New Order                              | MachineGames                                                   | PS3, PS4, WIN, X360, XONE | 2014-05-20                           |
| Wolfenstein: The Old Blood                              | MachineGames                                                   | PS4, WIN, XONE | 2015-05-05                           |
| Wolfenstein II: The New Colossus                        | MachineGames                                                   | PS4, WIN, XONE, NX | 2017-10-27                           |
| Wolfenstein: Youngblood                                 | Arkane Studios, MachineGames                                   | PS4, WIN, XONE, NX | 2019-07-26                           |
| Wolfenstein                                             | Raven Software                                                 | PS3, WIN, X360 | 2009-08-17                           |
| Wolfenstein 3D                                          | id Software                                                    | 3DO, AMI, APPGS, Arcade, DOS, GBA, iPhone, JAG, MAC, Nintendo 3DS, PC98, PSN, SNES, WMO, XBLA                                                                          | 1992-05-05                           |
| Wolfenstein: Enemy Territory                            | Splash Damage                                                  | LIN, MAC (Universal), WIN | 2003-04-29                           |
| The World Is Not Enough                                 | Eurocom                                                        | N64 | 2000-11-01                           |
| The World Is Not Enough                                 | Black Ops Entertainment                                        | PS1 | 2000-11-08                           |
| World War II Combat: Iwo Jima                           | Direct Action Games                                            | WIN, Xbox | 2006-7-18                            |
| World War II Combat: Road to Berlin                     | Direct Action Games                                            | WIN, Xbox | 2006-1-24                            |
| World War II GI                                         | TNT Team                                                       | DOS, WIN | 1999-03-15                           |
| Wrack                                                   | Final Boss Entertainment                                       | WIN | 2014-09-30                           |
| Wrath: Aeon of Ruin                                     | KillPixel, 3D Realms                                           | WIN, OSX, LIN, PS4, XONE, NX | 2019-11-23                           |
| X-Men: The Ravages of Apocalypse                        | Zero Gravity Entertainment                                     | DOS, LIN, MAC, WIN | 1997-11-30                           |
| Xenomorph                                               | Pandora                                                        | DOS, AMI, ST, C64 | 1990                                 |
| XIII                                                    | Ubisoft Paris                                                  | GCN, MOBI, OSX, PS2, WIN, Xbox | 2003-11-18                           |
| Xonotic                                                 | Team Xonotic                                                   | LIN, OSX, WIN | 2010-12-23                           |
| XS                                                      | SCi Games                                                      | DOS, WIN9X | 1996                                 |
| You Are Empty                                           | Mandel ArtPlains Digital Spray Studios                         | WIN | 2006-10-27                           |
| Zaero                                                   | Team Evolve                                                    | WIN | 1998                                 |
| Zeno Clash                                              | ACE Team                                                       | WIN, XBLA | 2009-04-21                           |
| Zeno Clash II                                           | ACE Team                                                       | PSN, WIN, XBLA | 2013-04-30                           |
| Zero Tolerance                                          | Technopop                                                      | GEN | 1994                                 |
| Ziggurat                                                | Milkstone Studios                                              | WIN, OSX, LIN, XONE, PS4, WII U | 2014-10-23                           |
| ZombiU                                                  | Ubisoft Montpellier                                            | WII U | 2012-11-18                           |
| ZPC                                                     | Zombie Studios                                                 | WIN | 1996-10-31                           |